# Anita Weyermann
Anita Weyermann (ur. 8 grudnia 1977 w Wynigen) – szwajcarska lekkoatletka specjalizująca się w biegach średnio i długodystansowych, dwukrotna uczestniczka letnich igrzysk olimpijskich (Atlanta 1996, Sydney 2000). Sukcesy odnosiła również w biegach przełajowych.
W 1999 otrzymała tytuł "Sportsmenki Roku" (niem. Sportlerin des Jahres) w Szwajcarii.

## Sukcesy sportowe
- dwukrotna mistrzyni Szwajcarii w biegu na 1500 metrów – 1996, 2001[2]
- mistrzyni Szwajcarii w biegu na 10 kilometrów – 2004
- siedmiokrotna mistrzyni Szwajcarii w biegach przełajowych na długim dystansie – 1995, 1996, 1997, 1998, 1999, 2000, 2002
- pięciokrotna mistrzyni Szwajcarii w biegach przełajowych na krótkim dystansie – 1999, 2000, 2001, 2002, 2003
- halowa mistrzyni Szwajcarii w biegu na 3000 metrów – 2001[3]

| Rok  | Miasto      | Zawody                                    | Konkurencja                   | Wynik                  |
| ---- | ----------- | ----------------------------------------- | ----------------------------- | ---------------------- |
| 1994 | Lizbona     | Mistrzostwa świata juniorów               | bieg na 1500 m                | złoty medal            |
| 1995 | Nyíregyháza | Mistrzostwa Europy juniorów               | bieg na 3000 m                | srebrny medal          |
| 1995 | Durham      | Mistrzostwa świata w biegach przełajowych | juniorki indywidualnie        | 6. miejsce             |
| 1996 | Sydney      | Mistrzostwa świata juniorów               | bieg na 3000 m bieg na 1500 m | złoty medal 7. miejsce |
| 1996 | Atlanta     | Igrzyska olimpijskie                      | bieg na 5000 m                | 14. miejsce            |
| 1997 | Ateny       | Mistrzostwa świata                        | bieg na 1500 m                | brązowy medal          |
| 1998 | Budapeszt   | Mistrzostwa Europy                        | bieg na 1500 m                | brązowy medal          |
| 1998 | Marrakesz   | Mistrzostwa świata w biegach przełajowych | indywidualnie                 | 4. miejsce             |
| 1999 | Sewilla     | Mistrzostwa świata                        | bieg na 1500 m                | 12. miejsce            |
| 1999 | Velenje     | Mistrzostwa Europy w biegach przełajowych | indywidualnie                 | złoty medal            |
| 1999 | Monachium   | Finał Grand Prix IAAF                     | bieg na 1500 m                | 2. miejsce             |
| 2002 | Medulin     | Mistrzostwa Europy w biegach przełajowych | indywidualnie                 | 9. miejsce             |

## Rekordy życiowe
- bieg na 800 metrów – 2:02,73 – Frauenfeld 05/07/1998
- bieg na 1000 metrów – 2:39,44 – Gold Coast 22/09/2000
- bieg na 1500 metrów – 3:58,20 – Monako 08/08/1998 (rekord Szwajcarii)
- bieg na milę – 4:23,92 – Bellinzona 01/07/1998
- bieg na 2000 metrów – 5:47.00 – Zurych 13/08/1997
- bieg na 3000 metrów – 8:35,83 – Rzym 07/07/1999 (rekord Szwajcarii)
- bieg na 3000 metrów (hala) – 9:29,41 – Magglingen 25/02/2001
- bieg na 5000 metrów – 14:59,28 – Rzym 05/06/1996 (rekord Szwajcarii)
- bieg na 5 kilometrów – 17:07 – Berno 10/06/2007
- bieg na 10 000 metrów – 33:06,89 – Camaiore 06/04/2002
- bieg na 3000 metrów z przeszkodami – 9:57,06 – Hengelo 04/06/2001 (rekord Szwajcarii)